# سد بومیبول
سد بومیبول (به لاتین: Bhumibol Dam) یک سد قوسی و نیروگاه برقابی در تایلند است که در Sam Ngao واقع شده‌است.